# Monika van Paemel
 (novembre 2009).
Si vous disposez d'ouvrages ou d'articles de référence ou si vous connaissez des sites web de qualité traitant du thème abordé ici, merci de compléter l'article en donnant les références utiles à sa vérifiabilité et en les liant à la section « Notes et références ».
Monique (dite Monika) Maria, baronne van Paemel, née le 4 mai 1945 à Poesele, est une écrivaine belge d'expression néerlandaise.

## Biographie
À l'âge de neuf ans, elle a une affection au cerveau, qui la fera rester deux ans à l'hôpital. Pendant sa période de guérison, elle écrit ses premières lignes de prose et de poésie. 

En 1963, elle termine ses études moyennes et épouse Theo Butzen.

En 1969, elle publie des poèmes dans le Nieuwe Vlaamse Tijdschrift.

Féministe, elle participe à des programmes de radio en Belgique et aux Pays-Bas.
Elle collabore aux revues Nieuw Vlaams Tijdschrift, Dietsche Warande en Belfort, De Nieuwe et y publie des poèmes.
Rédacteur de De Gids .

Les romans féministes de van Paemel sont écrits dans un style expérimental et associatif, où histoire et expériences subjectives se fondent en une entité forte. La recherche de l'identité propre comme individu dans la société et comme femme dans une société d'hommes y est exprimé en permanence.[réf. nécessaire]

## Mandats
- Présidente du:
  - centre PEN Vlaanderen
  - Balkanactie des Gemeenten
- Administrateur de la Maatschappij der Nederlandse Letterkunde gevestigd te Leiden

## Bibliographie

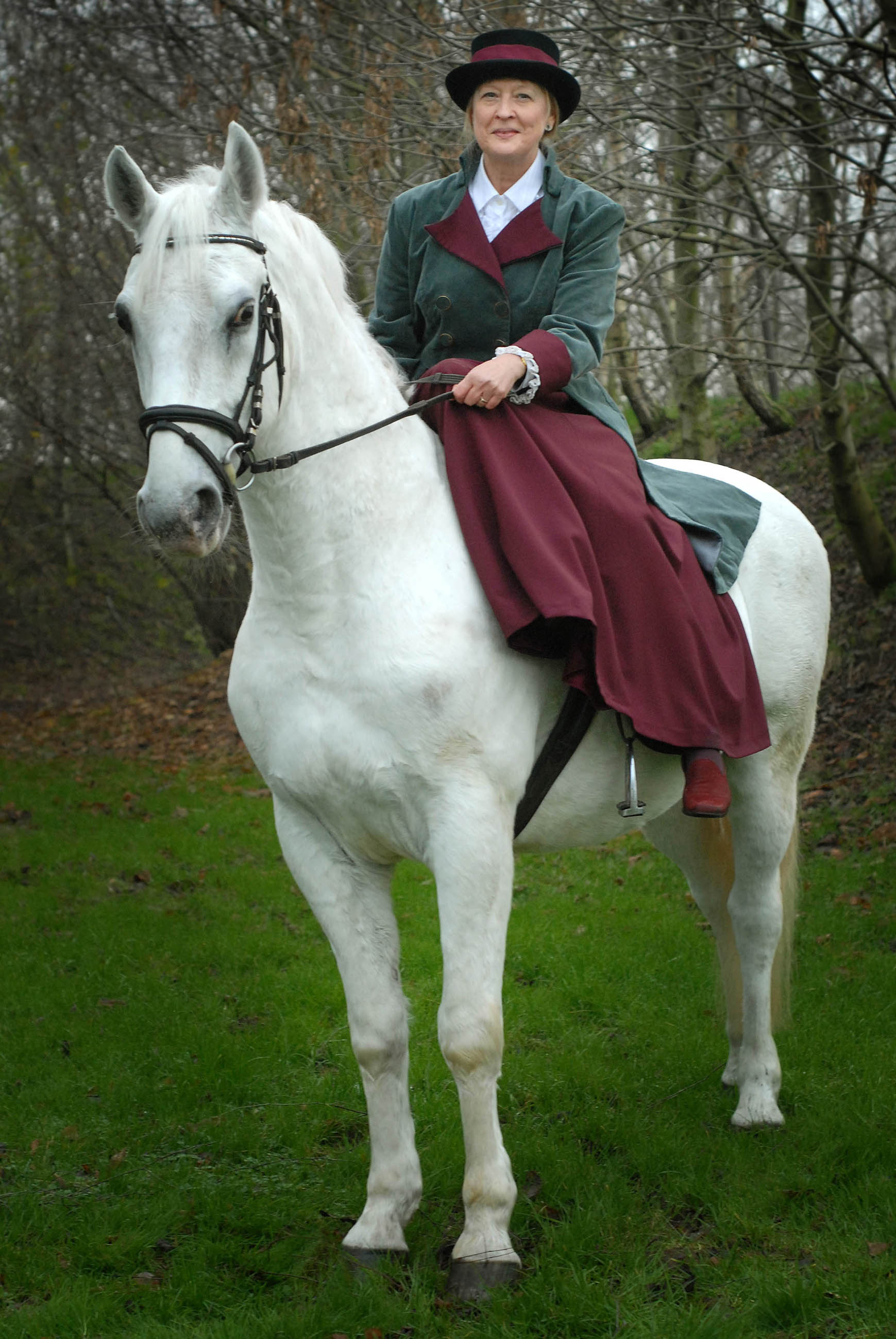
Monika van Paemel, 2006

## Traduction en français
- Les pères maudits [« De vermaledijde vaders »], Arles, France, trad. Marie Hooghe, Actes Sud, coll. « Lettres néerlandaises », 1993, 442 p. (ISBN 978-2868693778)

## Distinctions
- Lauréate du:
  - Prix du meilleur débutant du VBVB
  - Prix Dirk Martens de la ville d'Alost
  - Prix pour la Littérature en Prose de l'État belge
  - Prix de Littérature des Provinces flamandes
  - Prix de Littérature de la province de Flandre-Orientale
  - Prix de Littérature de la ville d'Anvers
  - Prix du Lecteur flamand

Elle a été élevée au rang de baronne, ainsi que son époux Theo Butzen, par SM le roi Albert II de Belgique en 1995.
Sa devise est Het Woord Getrouw (Fidèle à la Parole)